# Akkerdistelboorvlieg
De akkerdistelboorvlieg (Xyphosia miliaria) is een vliegensoort uit de familie van de boorvliegen (Tephritidae). De wetenschappelijke naam van de soort is voor het eerst geldig gepubliceerd in 1781 door Schrank.